# Anderson (Teksas)
Anderson – miasto w Stanach Zjednoczonych, w stanie Teksas, w hrabstwie Grimes. W 2008 roku liczyło 279 mieszkańców.